# Gelanoglanis travieso
Gelanoglanis travieso es una especie de pez de la familia Auchenipteridae.

## Distribución y hábitat
Es un pez de agua dulce y de clima tropical.
Se encuentra en la cuenca del río Marañón, en Perú.